# Apaxco de Ocampo
Apaxco de Ocampo o antiguamente Villa de San Francisco Apaxco (Apatzco en náhuatl) es una localidad mexicana, cabecera del municipio de Apaxco, ubicado al norte de la Ciudad de México, en el Estado de México. Es una localidad que tiene frontera con El Refugio, localidad del municipio de Atotonilco de Tula, Hidalgo. Es una localidad urbana con categoría de zona industrial debido a la fabricación de cal, cemento y algunos derivados para la industria de la construcción[cita requerida]. Es la localidad más poblada del municipio homónimo.
Actualmente ha tenido notable incremento poblacional debido a su bajo coste de vida y los múltiples servicios con los que cuenta como comercio, industria, educación de nivel superior y agricultura. Su imagen urbana es parte del paisaje árido del valle del Mezquital.

## Toponimia
El glifo de Apaxco se caracteriza por la simulación de un cerro o monte sobre el cual se presenta el símbolo del agua, lo que representa un escurrimiento o manantial, y en la parte inferior se puede observar una vasija que capta el agua. Por la descripción anterior se conforma su significado: "Lugar donde escurre el agua" de acuerdo al código Aubín.
El apellido de la localidad en memoria a Melchor Ocampo.

## Geografía
La geografía apaxquense está conformada por cerros de baja altura y pequeños lomeríos separados por arroyos o barrancas, la cabecera o capital municipal se asienta sobre un lomerio que se extiende al extremo sur del valle del Mezquital.
- Latitud: 19° 46′ 17″ N
- Longitud: 98° 34′ 49″ O

Apaxco se encuentra a una altitud de 2100 metros sobre el nivel del mar, a un costado de una loma. Su clima es seco, con abundantes lluvias en verano y ocasionales heladas en invierno. La Vega es la región donde existe mayor concentración de agua en el municipio.

## Delegaciones
La cabecera municipal está dividida en delegaciones y son las siguientes:
- Centro
- Santa María
- Colonia Juárez
- El Mirador
- El Pixcuay
- La Cruz
- La Estación
- Loma Bonita
- Santa Cecilia
- Tres de Mayo
- 23 de Noviembre
- Arboledas
- Coyotillos

## Economía

### Turismo

Museo Arqueológico

En el valle del Mezquital existen múltiples balnearios, Apaxco de Ocampo forma parte de ellos por las aguas termales con las que cuenta. La Atarjea y Los Bañitos son los dos balnearios más importantes.
El Museo Arqueológico Apaxco es uno de los recintos culturales más importantes del norte del Estado de México, se ubica en la plaza principal de la cabecera municipal, su temática es sobre las culturas precolombinas que poblaron la región, como los toltecas, los teotihuacanos y los mexicas.
Exhibe acervo arqueológico de acuerdo con la cronología de las culturas prehispánicas del centro de México, desde el Periodo Preclásico hasta piezas coloniales, incluyendo ejemplos de las culturas teotihuacanas y mexica. Existen muchas piezas halladas en Apaxco, entre las que se encuentran las esculturas de Xipe Totec, la de Tláloc, malacates, collares, vasijas de barro, piezas de obsidiana y jadeíta.

## Demografía
| Año  | Población |
| ---- | --------- |
| 2000 | 18,204    |
| 2005 | 25,738    |
| 2010 | 27,521    |

## Educación
El pueblo de Apaxco de Ocampo cuenta con una oferta educativa pública y privada.
| Barrio | Institución |
| ------ | --- |
| Centro | Jardín de Niños Juan Fernández Albarrán Escuela Primaria Juan Fernández Albarrán Escuela Secundaria Técnica #35 |

## Cultura y patrimonio

La Misión.

Altar mayor

Uno de los recintos más antiguos de la localidad de Apaxco de Ocampo es el templo franciscano de san Francisco de Asís, una parroquia construida en el siglo XVI durante el periodo de la Nueva España.
La capilla de la Misión, es otro monumento que cuanta la localidad de Apaxco, se ubica frente a la fábrica de Holcim.
También se practican danzas rituales de la corporación de Concheros de Guadalupe Hidalgo, grupo que cuenta con una historia de más de 100 años de tradición, consolidada por el capitán general Platón Curiel. 

## Museos

### Museo Arqueológico de Apaxco
Forma parte de las instalaciones del Centro Regional Apaxco. Fue inaugurado el 13 de octubre de 1990 con el objetivo de conservar y difundir el acervo arqueológico del lugar. El concepto museográfico fue realizado por la Dirección de Arqueología del Instituto Mexiquense de Cultura y su acervo consta de más de 500 piezas de las culturas prehispánicas del centro de México y de la Colonia, como una escultura de Quetzalcóatl del Posclásico tardío.

## Bibliotecas

### Pedro Joseps de Alvarado Xicoténcatl
La biblioteca pública municipal Pedro Joseps de Alvarado Xicoténcatl, se encuentra dentro del centro regional de Cultura Apaxco; está integrado por las áreas: Museo Arqueológico Apaxco, plaza Comunitaria, biblioteca pública municipal, Área administrativa, Área de Talleres y Área de Espectáculos.

## Casa de Cultura

### Centro Regional de Cultura Apaxco
Fue inaugurado en diciembre del año 1948, para dar servicio de educación primaria. Posteriormente, en 1966 se habilita como sede oficial de gobierno local, y en 1970, se destina nuevamente como institución educativa.

### Mitos y leyendas

#### El charro sin cabeza
"Cuentan las personas que por los viejos caminos deambula un jinete vestido de charro sin cabeza, el personaje se aparece en las noches y es mucho más visible los días de luna llena".
La Leyenda del Charro sin Cabeza en Apaxco
Es una noche de luna llena en los antiguos caminos que bordean Apaxco. El aire está inmóvil, casi en suspensión. De pronto, el silencio se quiebra: un golpetear de cascos que retumba, primero lejano y luego cada vez más intenso.
Dices que no es tu imaginación, pero si ves esa silueta, no digas que no advertí. Un jinete en traje de charro, impecable… pero sin cabeza. Solo un cráneo hueco, de pómulos marcados, coronado con un sombrero ancho que ya no toca nada, porque ya no existe lo que deba tocar.
El caballo es negro como el vacío, y sus cascos suenan huecos, como si el jinete viajara entre mundos. Colgado del torso, una bolsa vieja, rasgada en varios puntos, gotea un líquido oscuro que huele a tierra mojada y muerte.
Tú avanzas con paso tembloroso. El jinete se detiene. Su cráneo vacía un eco que resuena en tu mente:
“¿Aceptas… volver por donde me arrancaron la cabeza?”
Tus sentidos se alteran. No gritas, no corres. Él solo se inclina hacia ti, una sombra de pura amenaza, y vuelve a galopar. Cada golpe en la tierra sacude tu alma. Las luces de la luna parecen desvanecerse. Entonces el sonido se esfuma.
Al amanecer solo encuentras huellas profundas, charcos negros y el viento susurrando:
“No vuelvas por aquí…”